# Paravelleda grisescens
Paravelleda grisescens là một loài bọ cánh cứng trong họ Cerambycidae.